# Liste des îles sur la Loire

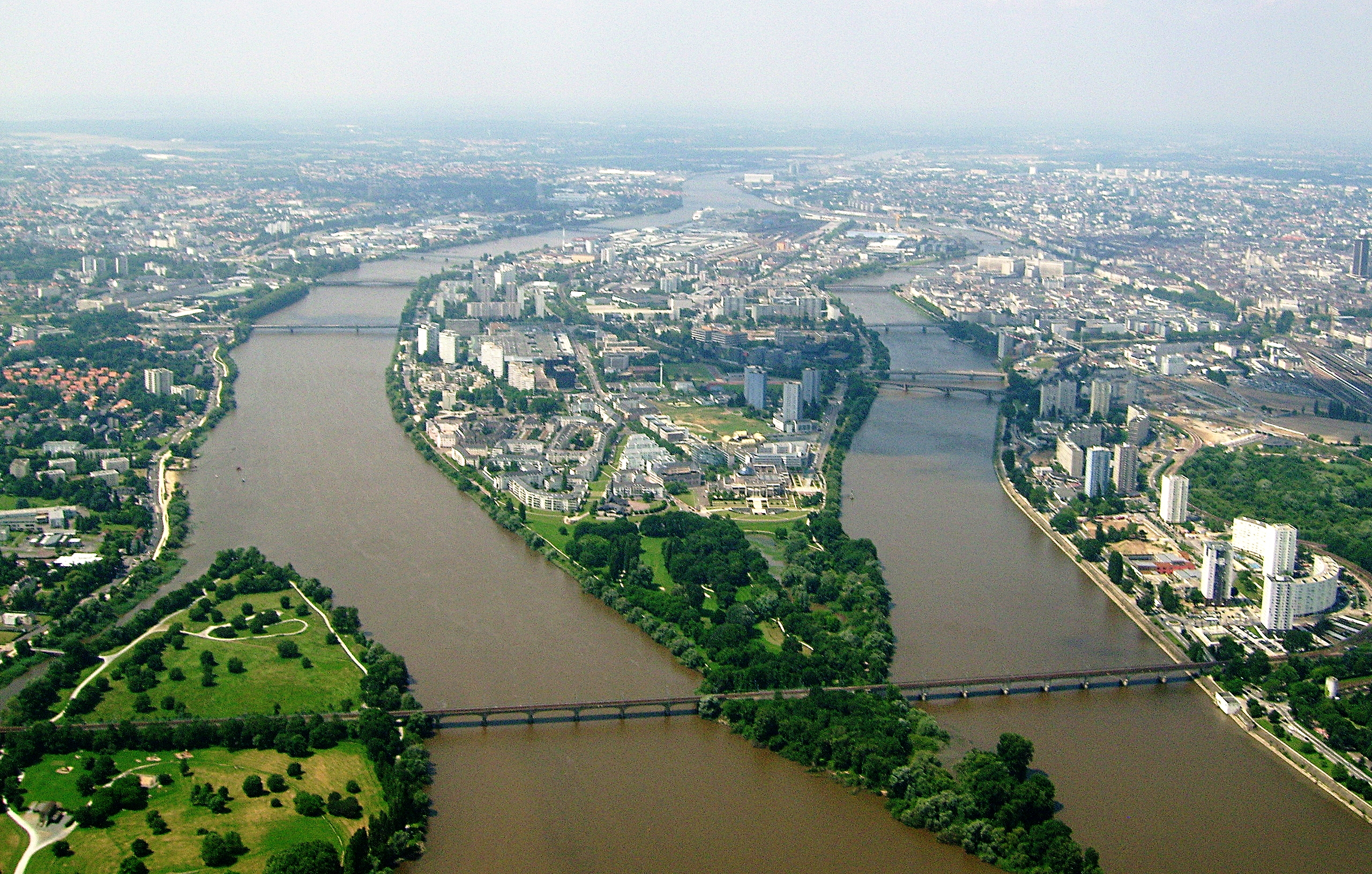
L'île de Nantes, une île en milieu urbain sur la Loire

La liste des îles sur la Loire recense, par département, d'amont en aval du fleuve, les îles situées sur la Loire, en France.

## Liste

### Nièvre
- Île du Faubourg de Loire

### Loiret
- Île Bon (Beaulieu-sur-Loire)
- Île aux Chèvres (Châtillon-sur-Loire)
- Île du Milieu (Saint-Firmin-sur-Loire - Briare)
- Île de Cuissy
- Grande Île (Saint-Père-sur-Loire)
- Les Mahis (Saint-Benoît-sur-Loire)
- Île du Port (Guilly - Saint-Benoît-sur-Loire)
- Île aux Oiseaux (Sandillon - Bou)
- Île Charlemagne (Saint-Jean-le-Blanc)
- Île de Saint-Pryvé-Saint-Mesmin (Saint-Pryvé-Saint-Mesmin)
- Île de Mareau (Mareau-aux-Prés - Saint-Ay)
- Île aux Bœufs près d'Orléans.

### Loir-et-Cher
- Île de la Chamine
- Îles de Saugeons (partagées avec l'Indre-et-Loire)

### Indre-et-Loire
- Îles de Saugeons (partagées avec le Loir-et-Cher)
- Île de la Barre
- Île Calonnière
- Îles des Tuileries
- Îles aux Mouettes
- Île Saint-Jean (ou île d'Or)
- Île de la Noiraye
- Île de la Grange
- Île de Montjoie
- Île aux Hoplias
- Île des Buteaux
- Île aux Vaches
- Île Aucard
- Île Simon
- Île aux Bœufs
- Île Budan
- Îles du Buisson-Gouois
- Île Joli-Cœur
- Île du Château
- Îles de la Férandière
- Île Chevrou (île Gouiller)
- Île Pallu
- Île Sainte-Barbe
- Île de Bondésir
- Petite Île
- Grande Île de Chouzé
- Île Tenneguin

### Maine-et-Loire
- Île de Parnay
- île au Than
- Île de Souzay (île Trotouin)
- Île d'Offard (île Millocheau)
- Île Ardouin
- Île du Buisson-Rouge
- Île de la Croix-Rouge
- Île Gaultier
- Île Pistolet
- Île de Trèves
- Île de Cunault
- Île de Joreau
- Île de Gennes
- Île de Baure
- Île du Grand-Buisson
- Île de Blaison
- Île Sorin
- Île Mézangeon
- Île du Hardas
- Belle-Île
- Île Gemmes
- Île aux Chevaux
- Île Courgain
- Île de Béhuard
- Île Tancré
- Île de Chalonnes
- Île Touchais
- Île de Montravers
- Île aux Prunes
- Île Bataillon
- Île du Buisson Donnot
- Île de la Guess
- Île Meslet
- Île Batailleuse (partagée avec la Loire-Atlantique)
- Île Coton (partagée avec la Loire-Atlantique)
- Île Moron

### Loire-Atlantique
- Île Batailleuse
- Île Coton
- Île Mocquart
- Île Briand
- Île Kerguelen
- Île Bernardeau-Boire-Rousse
- Île aux Moines
- Île Delage
- Île Neuve-Macrière
- Île Perdue
- Île Dorelle
- Île Neuve
- Île Ripoche
- Île d'Arrouix (île Buzay)
- Île de Monty
- Île de la Chênaie (ou Chesnaie)
- Île Clémentine
- Île Héron
- Île Pinette
- Île Forget
- Île de Nantes
- Île de la Motte

- Îles situées entre la Loire et le canal de la Martinière :
  - Île de Bois (ou des Bois)
  - Île des Masses
  - Île Sardine / Île Héret / Belle Île
  - Île Massereau (ou du Massereau)
  - Île de la Maréchale

- Îles de la zone de Lavau-sur-Loire :
  - Île Pipy
  - Île de Lavau
  - Île de Pierre-Rouge
  - Île Chevalier (Loire-Atlantique)

- Île Saint-Nicolas

- Banc de Bilho